# Sterówki

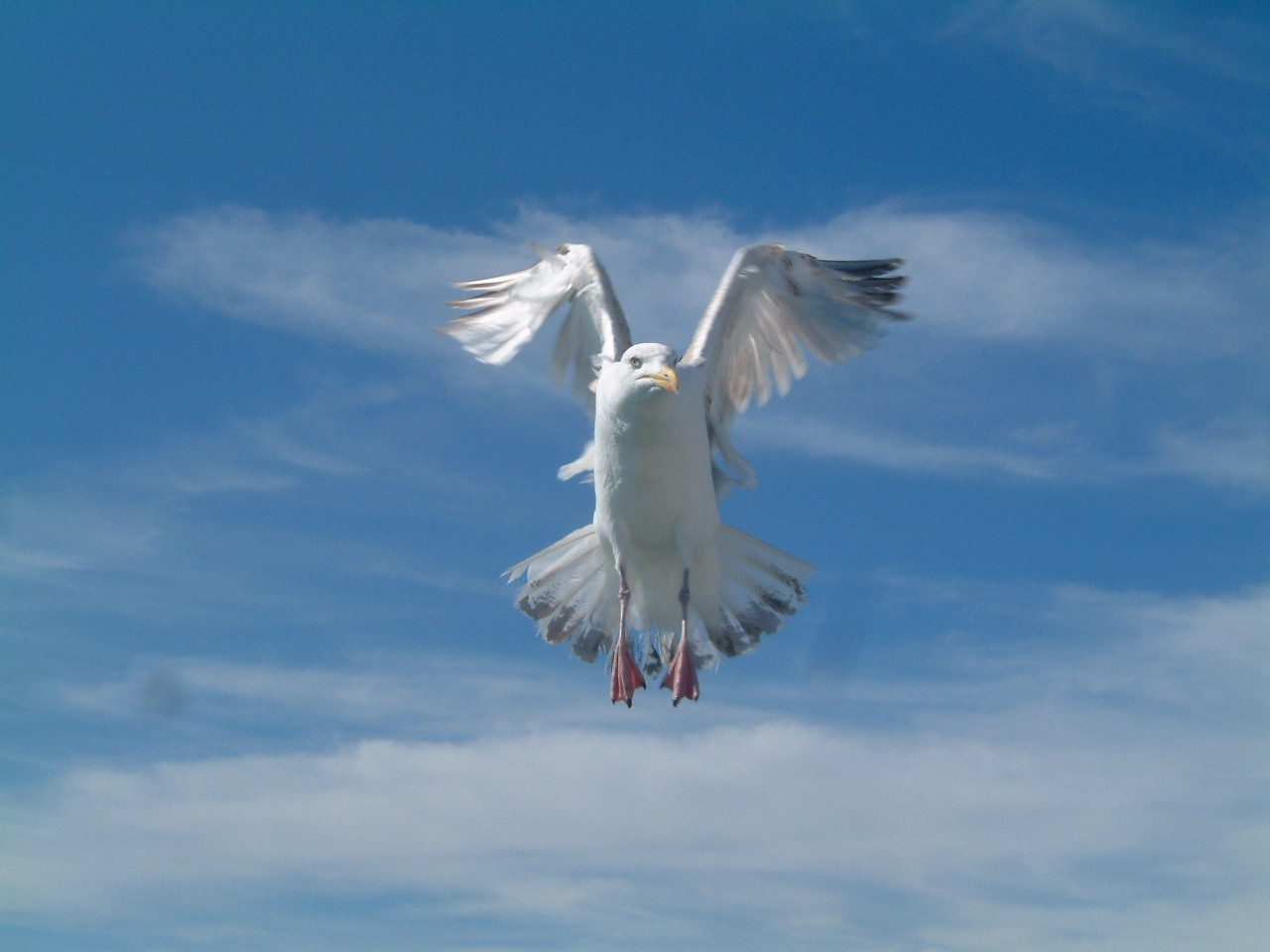
Sterówki mewy srebrzystej rozłożone w locie

Sterówki (rectrices, l. poj. rectrix) – pióra ogonowe u ptaków. Duże pióra konturowe, wachlarzowato osadzone przy ogonie. 
Ich liczba w większości waha się od 8 do 24. Osiem występuje np. u guiry (G. guira) i przedstawicieli Crotophaga, a 24 np. u łabędzia niemiego C. olor). U większości ptaków – w tym u wszystkich wróblowych, z wyjątkiem m.in. chwastówek i skotniczki (po 10) czy lirogonów (16) – jest ich 12. Z europejskich ptaków, prócz chwastówki (C. juncidis), 10 sterówek posiada również jerzyk (A. apus). 
U większości ptaków tworzą jednolitą powierzchnię. Są zazwyczaj stosunkowo długie i sztywne, a dzięki specjalnym mięśniom - bardzo ruchliwe. 
Funkcje sterówek:
- rozpostarte w locie służą jako stery i stateczniki, umożliwiają manewry w powietrzu,
- podczas lądowania spełniają rolę hamulców, podobnie jak spadochron,
- podpora przy wspinaniu się na drzewa (u dzięciołów, pełzaczy),
- przeciwwaga dla ciała podczas żerowania na ziemi lub skakania po gałęziach,
- ozdoba, wykorzystywana w rytuałach godowych.

## Galeria

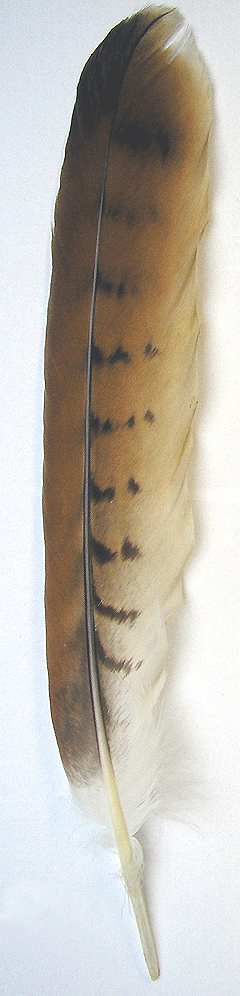
Sterówka kani rudej (Milvus milvus)
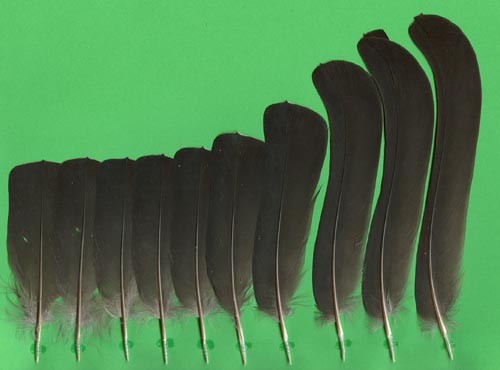
Sterówki cietrzewia (Tetrao tetrix) - zewnętrzne z prawej strony
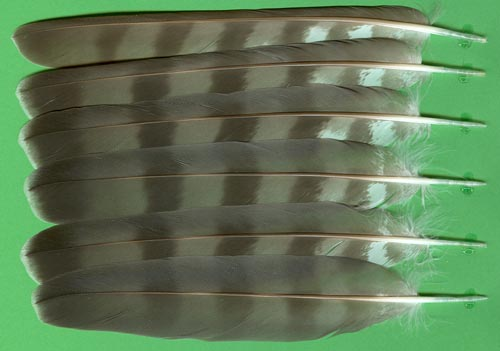
Sterówki samca krogulca (Accipiter nisus) - zewnętrzne na górze
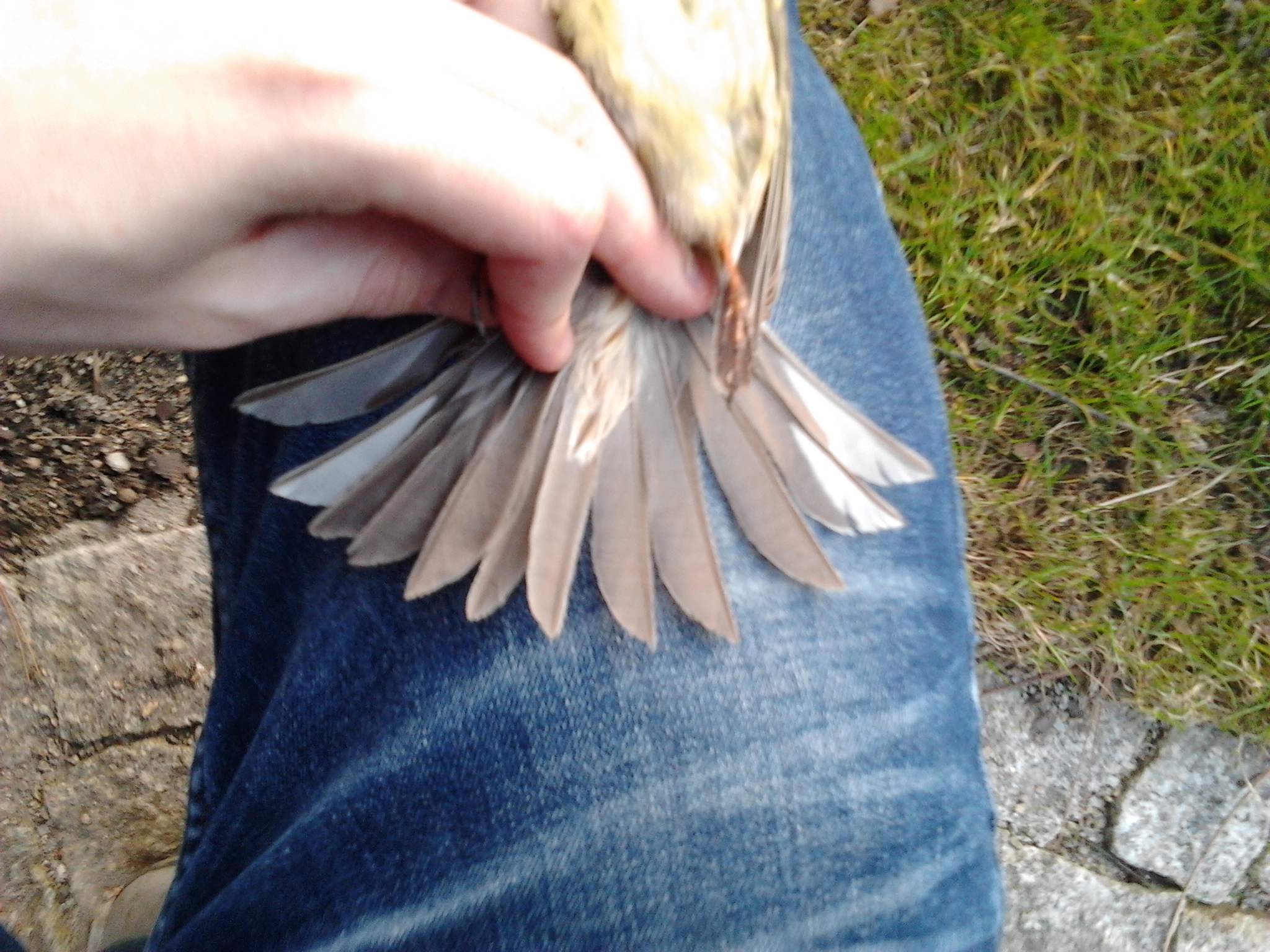
Kompletny ogon martwego trznadla (Emberiza citrinella) – 12 sterówek